# نيك هسندريكس
نيك هسندريكس (بالإنجليزية: Nick Hendrix)‏ هو ممثل بريطاني، ولد في 19 مارس 1985 في أسكوت في المملكة المتحدة.

## أعمال

### أفلام
- (2011) المنتقم الأول

## وصلات خارجية
- نيك هسندريكس على موقع IMDb (الإنجليزية)
- نيك هسندريكس على موقع روتن توميتوز (الإنجليزية)
- نيك هسندريكس على موقع ألو سيني (الفرنسية)
- نيك هسندريكس على موقع قاعدة بيانات الفيلم (الإنجليزية)